# Marò (cucina)
Il marò o pesto di fave (pestùn de fave in ligure) è un'antica preparazione del ponente ligure a base di fave.

## Storia
La salsa, utilizzata per accompagnare carne e pesce, ha antiche origini marinare e probabilmente venne diffusa dai Saraceni. Il nome sembra derivare dalla parola araba mar-a che significa condimento, anche se un'etimologia più spontanea rimanderebbe al frequente utilizzo di questa salsa nella tradizione marinara diffusa nei suoi luoghi d'origine.
Nel medioevo era nota anche come “pestun de fave”.

## Ricetta

### Ingredienti
- Fave fresche
- Aglio
- Olio extravergine di oliva
- Foglie di menta
- Sale grosso
- Pepe
- Aceto

Esiste una versione più ricca che utilizza anche pecorino grattugiato e maggiorana.

### Preparazione
Dopo aver privato le fave delle pellicine si pestano in un mortaio con le foglie di menta, l'aglio e un pizzico di sale grosso fino a ottenere un composto omogeneo, al quale viene poi unito il pepe e un cucchiaio di aceto. Alla fine viene aggiunto l'olio fino a ottenere una crema semiliquida che può essere utilizzata subito o conservata nelle tradizionali arbanelle.